# 草陰の小径
《草かげの小径にて（くさかげのこみちにて）または草かげの小径（チェコ語：Po zarostlém chodníčku）》は、レオシュ・ヤナーチェクのピアノ曲集。夭逝した最愛の娘オルガに手向けられた哀悼音楽で、元々は1901年に遡るハルモニウム曲集、《スラヴの旋律》を原曲としている。ヤナーチェクは同年から翌1902年にかけて、スラヴ民謡を用意しており、これらの旋律が《草かげの小径》の基礎となったのであった。
1908年に作曲・出版された「第1集」、第1集から外された小品と1911年の未発表作品を組み合わせて1942年に発表された「第2集」およびその「補遺（Paralipomena）」から成る。
いくつかの小品は、映画「存在の耐えられない軽さ」のサウンドトラックに利用されている。

## 第1集
次の10曲から成り、全曲を通して27分前後を要する。
全曲を通じて、拍子や速度の頻繁な変更が目立ち、ポリリズムも多用されている。拍子の表示や小節線の扱いなど、記譜法も興味深い。ヤナーチェクの生前に発表された曲集なので、作曲者によってすべての小品に詩的な題名が添えられている。終曲の題名にあるフクロウは、モラヴィアでは死の象徴であるという。
1. われらの夕べ Naše večery (Modrato - Adagio - Tempo I)
2. 散りゆく木の葉 Lístek odvanutý (Andante - Più mosso -Con moto - Tempo II)
3. 一緒においで Pojďte s námi! (Andante - Adagio)
4. フリーデクの聖母マリア Frýdecká panna Maria (Grave - Un poco più mosso - Tempo I)
5. 彼女らは燕のように喋り立てた Štěbetaly laštovičky (Con moto - Meno mosso - Tempo I - Meno mosso - Più mosso - Adagio - Tempo I- Meno mosso)
6. 言葉もなく Nelze domluvit! (Andante - Più mosso - Tempo I- Adagio - Tempo I)
7. おやすみ Dobrou noc! (Andante)
8. こんなにひどく怯えて Tak neskonale úzko (Andante - Poco mosso - Meno mosso - Tempo I)
9. 涙ながらに V pláči (Larghetto - Adagio)
10. ふくろうは飛び去らなかった Sýček neodletěl!  (Andante - Meno mosso - Tempo I)

## 第2集
死後出版の作品であるため、題名はないものの、記譜法やピアノの書法においては「第1集」の特徴を引き継ぎ、あるいは深化させている。
1. Andante
2. Allegretto - Presto

### 補遺
a～cの曲順は決定的なものではないため、演奏者の任意で再配置される。
- - a. Più mosso
  - b. Vivo
  - c. Allegro
- フリーデクの聖母マリア（異稿。ただしスプラフォン＝ベーレンライター出版の学術校訂版では除外）

## 参考資料
ラドスラフ・クヴァピル演奏のCDの解説書より (ADDA 58136･37/NACC-5014･15) 